# Nature et Progrès
Nature et Progrès est une association de consommateurs, d'agriculteurs producteurs et d'artisans transformateurs fondée en 1964.
Elle est l'acteur historique de la promotion du développement de l'agrobiologie en France et en Belgique.

## Histoire
La fondation de Nature et Progrès est précédée par l’association « l’Homme et le sol » des agrobiologistes Jean Boucher et André Birre en 1948 et par l’« organisation scientifique pour l’entretien de la vie » (OSV) en 1954. Le Groupement d’agriculture biologique de l’Ouest (GABO) est créé en 1958 par Jean Boucher, André Birre, le haut fonctionnaire André Louis et le viticulteur Mattéo Tavera, et est renommé Association française d’agriculture biologique (AFAB)[source insuffisante] en 1961.
Ce groupement associatif se scinde en 1964 en raison de la trop grande influence de Raoul Lemaire et Jean Boucher exercée sur l'AFAB avec la méthode Lemaire-Boucher commercialisée. Deux tendances s’y dessinent : un courant lié à des firmes commerciales qui approvisionnent les producteurs en intrants (la société Lemaire-Boucher) et, en réaction, un courant indépendant de toute attache commerciale, l'association Nature & Progrès, Association européenne d’agriculture et d’hygiène biologique est créée en 1964 par le trio fondateur André Louis, Mattéo Tavera et André Birre,,, association qui se veut ouverte à toutes les méthodes d’agriculture biologique. « C’est le début d’un socle politique et scientifique commun. »

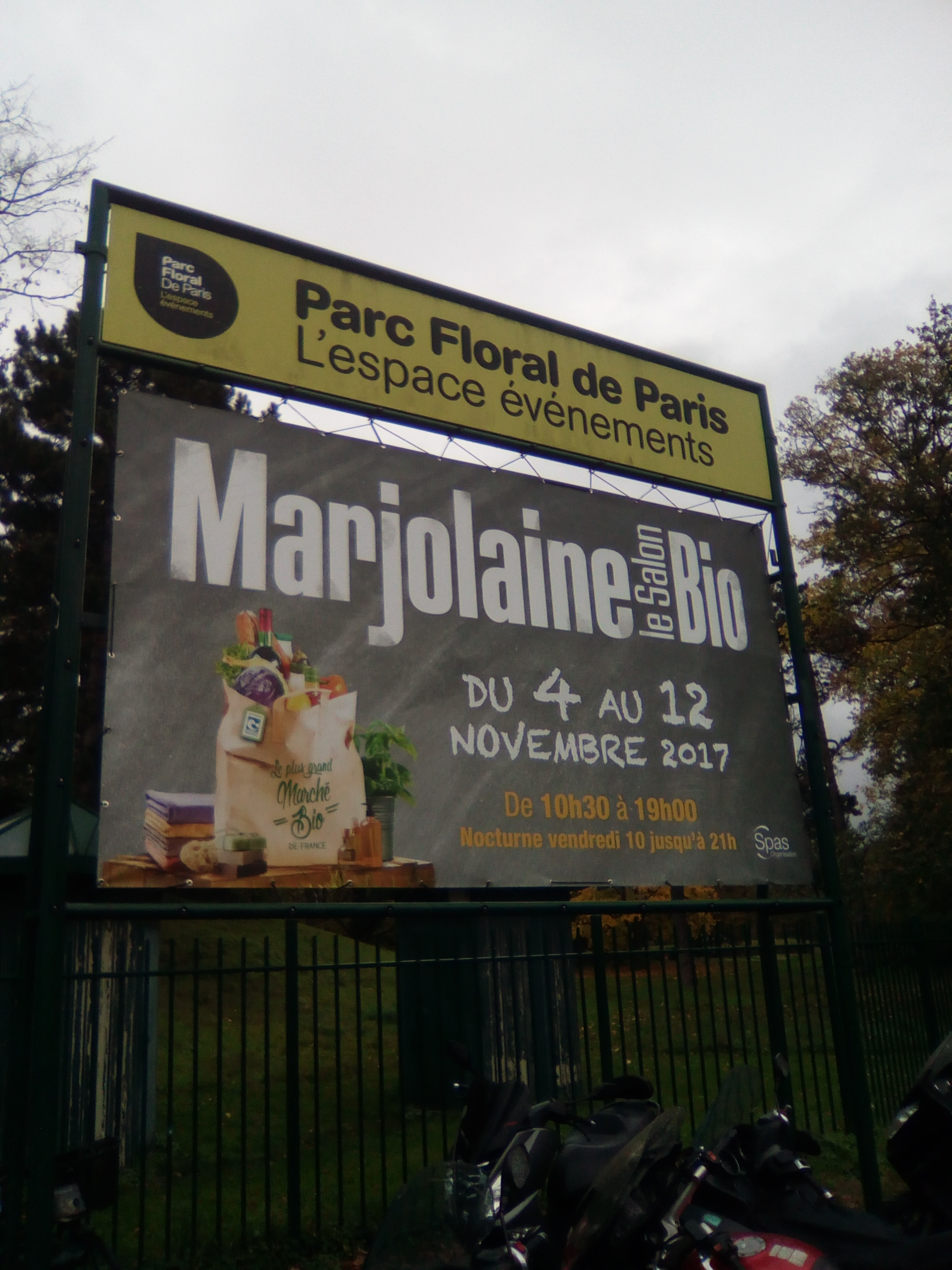
Entrée du salon Marjolaine au parc floral de Paris.

Les grandes étapes de l'historique de Nature et Progrès sont:
- 1964 : création de l'association et de la revue[8] par André Louis, Mattéo Tavera et André Birre[9],[10]. Le secrétaire est Claude Aubert.
- 1968 : premier congrès qui rassemble 400 participants.
- 1972 : premier cahier des charges[11], et création de la Fédération internationale des mouvements d'agriculture biologique.
- 1973 : premières attributions de la mention Nature et Progrès.
- 1974 : organisation d'un Congrès international, sur trois jours, qui annonce enregistrer plus de 20 000 entrées[12].
- 1976 : organisation de Marjolaine, le premier salon grand public sur l'agriculture, l'alimentation biologique et l'écologie avec 30 000 visiteurs[13].
- 1993 : Nature et Progrès devient une marque collective privée[11].
- 1999 : réactualisation des cahiers des charges sur l'élevage afin de se démarquer du règlement européen sur l'élevage bio jugé particulièrement laxiste.
- 2000 : lance, avec un groupe d'associations dont Attac et la Confédération paysanne, la campagne « Sauvons nos marchés »[14].
- 2003 : organisation du colloque sur la semence paysanne à Toulouse en collaboration avec La Confédération paysanne, la FNAB, et le mouvement de culture biodynamique.
- 2008 : organisation du 1er colloque international sur l'agroécologie à Albi[15].

## Système de garantie participatif
Les premiers cahiers des charges Nature et Progrès ont été créés conjointement par des paysans et des consommateurs. Cette coopération des producteurs et des consommateurs est maintenant présente dans les Commissions mixtes d'agrément et de contrôle et dans les Comités de certification et d'attribution de la mention. Le contrôle est l'occasion d'échanger des savoir-faire et de permettre au producteur fermier et au transformateur de faire évoluer leurs pratiques en toute transparence.
Nature et Progrès a engagé un travail sur la reconnaissance de son système de garantie participatif pour un contrôle citoyen de la bio en toute transparence.

## Activité de lobbying
La Fédération Nature et Progrès est inscrite depuis 2017 au registre de transparence de la Commission européenne, et déclare en 2022 pour cette activité de représentant d'intérêts des dépenses d'un montant inférieures à 10 000 euros.

## Salon Marjolaine
(janvier 2023).
Dans sa volonté de faire connaître auprès du grand public les alternatives écologiques et le bien-fondé de l'agriculture biologique, Nature & Progrès et l'organisateur de salon SPAS (anciennement OIP), inaugurent le salon Marjolaine en 1976 à Paris à l'ancienne gare de la Bastille.
La sélection des exposants ainsi qu'une partie du cycle de conférence est du ressort de l'association Nature et Progrès. Une partie des bénéfices revient ainsi à Nature & Progrès lui permettant de continuer son engagement militant sur la durée. Le salon permet également à l'association de mettre en avant les sujets de société qu'elle anime avec sa revue (lutte contre les OGM, dénonciation du nucléaire, danger des pesticides, alternatives agricoles...) et de faire connaître sa mention qu'elle attribue à ses adhérents professionnels via un système participatif de garantie et des cahiers des charges qu'ils doivent respecter.
Le comité de sélection a par exemple vulgarisé sur le salon en 1995 et 1999 les premiers cahiers des charges des produits agricoles transformés, de cosmétique biologique avec le succès que l'on connaît aujourd'hui.
Le cahier des charges de cosmétique a été créé pour faciliter la sélection sur le salon puis s'est étoffé pour répondre au besoin des professionnels. Il a été repris et conforté par Ecocert en 2001 amenant la création de Cosmébio (2002). Succès énorme en seulement 20 ans : 50 % de Français consomment de la cosmétique bio ! .
En 2018, la revue scientifique Sciences & Avenir met cependant en garde contre les dérives de l'appel au « naturel » par les escrocs des « fake medecines » qui sont présents sur le salon.
Prenant en compte ces critiques, l'association a renforcé ses critères de sélection et anime un espace d'échanges entre les organisateurs des principaux salons bio en France. Le règlement intérieur de la sélection est aujourd'hui un des plus aboutis des salons bio (par l'étendue des thématiques traitées) car il opère au-delà de l'alimentaire et de la cosmétique. En effet, depuis ses débuts en 1964, l'association s'attache à développer les principes de l'hygiène biologique.
Pour les pionniers de NP cette notion faisait référence au bien être au sens large (cosmétique, massage, sport, développement personnel, qualité de l'eau, air...). Aujourd'hui, la perception a évolué et se restreint à l'hygiène corporelle.
A titre d'illustration, voici quelques extraits du règlement :
- Le prosélytisme religieux est interdit sur le salon.
- Certains produits sont refusés sur le salon soit par principe de précaution, soit parce que leur production est contraire aux principes de la bio.
- Toute forme de diagnostic à caractère médical ou psychologique est interdite sur le salon.
- Les protecteurs d’ondes (habitat, téléphones), la lithothérapie, le chamanisme (et pratiques analogues) ne sont pas autorisés sur le salon.

Le règlement contenant notamment les critères de sélection est communiqué lors de la demande d'inscription des exposants.

## Publications
- La revue Nature et Progrès [21](cinq numéros par an)
- Guy Kastler, Vache folle, fièvre aphteuse : à quand la prochaine crise ?, Nature et Progrès
- Guy Kastler et Isabelle Montagnon, Réflexions sur la dégénérescence du vivant, Nature et Progrès
- Association pour la régénération de la vigne, OGM : Opinion Grossièrement Manipulée ?, Nature et Progrès
- Karine Roure, Les Systèmes de Garantie Participatifs pour l'agriculture biologique associative et solidaire, Nature et Progrès
- Le manuel pratique des systèmes participatifs de garanties, Nature et Progrès[22]